# Syllepte guilboti
Syllepte guilboti là một loài bướm đêm trong họ Crambidae.